# Paysage Agrigente
Agrigente est un ensemble d'huiles sur toile peintes par Nicolas de Staël entre 1953 et 1954 à Lagnes, de retour d'un voyage en famille en Italie et en Sicile. L'intitulé des œuvres varie : Paysage de Sicile, Agrigente, ou encore Paysage Agrigente, mais le sujet reste Agrigente et les paysages de Sicile, avec des couleurs éclatantes. Avec ces tableaux en particulier, et ceux de toute cette période, Nicolas de Staël va connaître un succès sans précédent à New York, alors qu'il est encore peu connu en France, et accéder à la fortune. Mais cela ne le libère par de ses accès de désespoir mélancolique, qui alternent avec des moments d'enthousiasme, et de productivité telle qu'il effraie son galeriste Paul Rosenberg.

## Contexte
En août 1953, Staël entasse toute sa famille et deux amies dans  son Tube Citroën et s'embarque pour la Sicile via Gênes et Naples. Françoise est alors enceinte de quelques mois de son dernier fils. Selon les jours la famille descend dans un très grand hôtel, ce qui étonne la clientèle habituée aux voitures de maitre.
C'est à Agrigente que Staël trouve la clef des lumières bien ordonnées, des formes stylisées et pures. Il visite des musées et remplit un nombre impressionnant de carnets. Au retour, il s'arrête à Paestum qu'il avait visité quinze ans plus tôt, la Toscane de Fiesole.
Mais l'artiste est loin de trouver la sérénité dans ces somptueux décors et au retour il va s'enfermer seul à Lagnes dans son atelierpour peindre avec une ardeur que Paul Rosenberg tente de freiner dans un télégramme qui met Nicolas de Staël de mauvaise humeur : « Vous pressez pas expédier toiles. Avons assez pour exposition. Autrement clients effrayés par trop grande rapidité production.(…). » Très vexé, Nicolas de Stael n'assiste même pas au vernissage de l'exposition du 9 février 1954 chez Rosenberg, qui pourtant vend tous les tableaux…  . 

## Les œuvres
Cette toile, non signée, non datée, est répertoriée au n° 746 du catalogue raisonné des œuvres de Staël établi par Françoise de Staël. Le classement des Agrigente est particulièrement complexe à cause du manque de datation, des similitudes de titres et de formats. Le tableau conservé au musée allemand Staatliche Kunsthalle Karlsruhe se distingue clairement des autres dans la mesure où il donne l'impression d'un paysage enneigé avec un lointain horizon bleu-noir, et qu'il annonce par la convergence des lignes vers un point unique, la série des Routes que Staël va entamer peu après : Route d'Uzès, Route. Il apparaît très rarement dans les rétrospectives. On peut toutefois en avoir un aperçu à partir du musée : Paysages Agrigente.
D'abord intitulé d'abord Paysage puis Paysage Agrigente, peint en Provence (1953-1954), il marque une pause dans l'éclatement de la couleur, avec un large emploi blanc travaillé, ainsi que la géométrisation des lignes qui va aller en s'accentuant dans Sicile vue d'Agrigente et Agrigente (1954).